# Tuyo (álbum)
Tuyo es el título del 17°. álbum de estudio grabado por el cantautor español Camilo Sesto. Fue lanzado al mercado bajo el sello discográfico RCA Ariola el 29 de enero de 1985. 
Este álbum tuvo un ligero declive, sin embargo se escucharon "Ven o voy", "tengo ganas de vivir" , mientras mi alma sienta', que se basó en la música clásica "adagio'", que ha tenido tantas versiones, por ejemplo Ángela carrasco la grabó en el lp "unidos" de 1983.
En febrero de 1985 ante la llegada a Puerto Rico y la euforia de millares de fanes, el gobernador de la isla Rafael Hernández Colon, declara el 21 de febrero de 1985 "Día Tributo a Camilo Sesto". Además, en marzo es galardonado por ser el artista que más ha contribuido a la defensa y divulgación de la cultura española.
En septiembre, obtiene el premio "Ricard de la Canción 1984" al cantante más popular. Un año más lleno de éxitos para Camilo.

## Lista de canciones
- Todos los temas compuestos por Camilo Blanes, excepto donde se indica.

| Tuyo |                             |                                    |          |  |
| N.º  | Título                      | Escritor(es)                       | Duración |  |
| 1.   | «Contigo soy capaz de todo» | Pepe Robles · Camilo Blanes        | 2:54     |  |
| 2.   | «Ven o voy»                 | Pepe Robles · Camilo Blanes        | 3:20     |  |
| 3.   | «Soy un loco sincero»       | Camilo Blanes                      | 3:55     |  |
| 4.   | «Has nacido para mí»        | Camilo Blanes                      | 4:00     |  |
| 5.   | «Mientras mi alma sienta»   | Tomaso de Albinoni · Camilo Blanes | 5:21     |  |
| 6.   | «Tengo ganas de vivir»      | Camilo Blanes                      | 3:55     |  |
| 7.   | «Extraños»                  | Camilo Blanes                      | 3:13     |  |
| 8.   | «Cuando digo que no»        | Camilo Blanes                      | 3:30     |  |
| 9.   | «¿Quién eres tú?»           | Julio Palacios · Camilo Blanes     | 3:32     |  |
| 10.  | «Maldito destino»           | Pepe Robles · Camilo Blanes        | 3:52     |  |

## Créditos y personal
- Alejandro Monroy, Carlos Villa - Arreglos
- Arreglos concebidos por: Pepe Robles y Camilo Blanes.
- Pepe Robles, Paco Barrachina, Camilo Blanes - Coros
- P. Marchante, P. Robles - Guitarras
- P. Robles - Guitarra solista
- Bruno Vidal, Joaquín Torres - Bajo
- Antonio Moreno - Batería
- J. Estébanez, A. Monroy - Sintetizadores
- A. Monroy, M. Estébanez - Pianos

- Colaboración especial en producción: P. Robles
- Camilo Sesto - Producción
- José María Castellví - Fotografía
- Antonio Lax - Diseño
- Graf, S.L. - Fotomecánica